# Rita R. Colwell
Rita Barbara Rossi Colwell (Beverly, 23 novembre 1934) è una microbiologa e funzionaria statunitense.
Fondatrice della compagnia bioinformatica CosmosID, è stata direttrice della National Science Foundation dal 1998 al 2004.

## Biografia
Figlia di emigrati campani analfabeti, Rita Rossi conseguì un bachelor of science in batteriologia presso l'Università Purdue e un dottorato di ricerca in microbiologia acquatica presso l'Università del Washington. Ottenne poi una borsa di studio post-dottorato presso il National Research Council del Canada. Durante l'università conobbe il suo futuro marito, Jack Colwell.
Gli studi di Rita Colwell si concentrarono soprattutto sulle malattie infettive trasmesse tramite le fonti acquifere. Si specializzò nelle interazioni tra virus, plancton e batteri e in particolare sul vibrione del colera. In particolare scoprì che il colera può attraversare stati di quiescenza in condizioni sfavorevoli e poi riattivarsi al mutare di tali condizioni. Numerosi articoli della professoressa Colwell mostrarono come il tasso infettivo del colera fosse strettamente correlato alla temperatura dell'acqua, poiché determinate temperature provocano la crescita di alcune alghe che ospitano i batteri del colera e di conseguenza alcuni eventi meteorologici come le precipitazioni causano una diffusione del colera all'interno dei sistemi idrici. Per tali motivi, la scienziata sostenne che il cambiamento climatico fosse strettamente impattante sulla diffusione globale del colera.

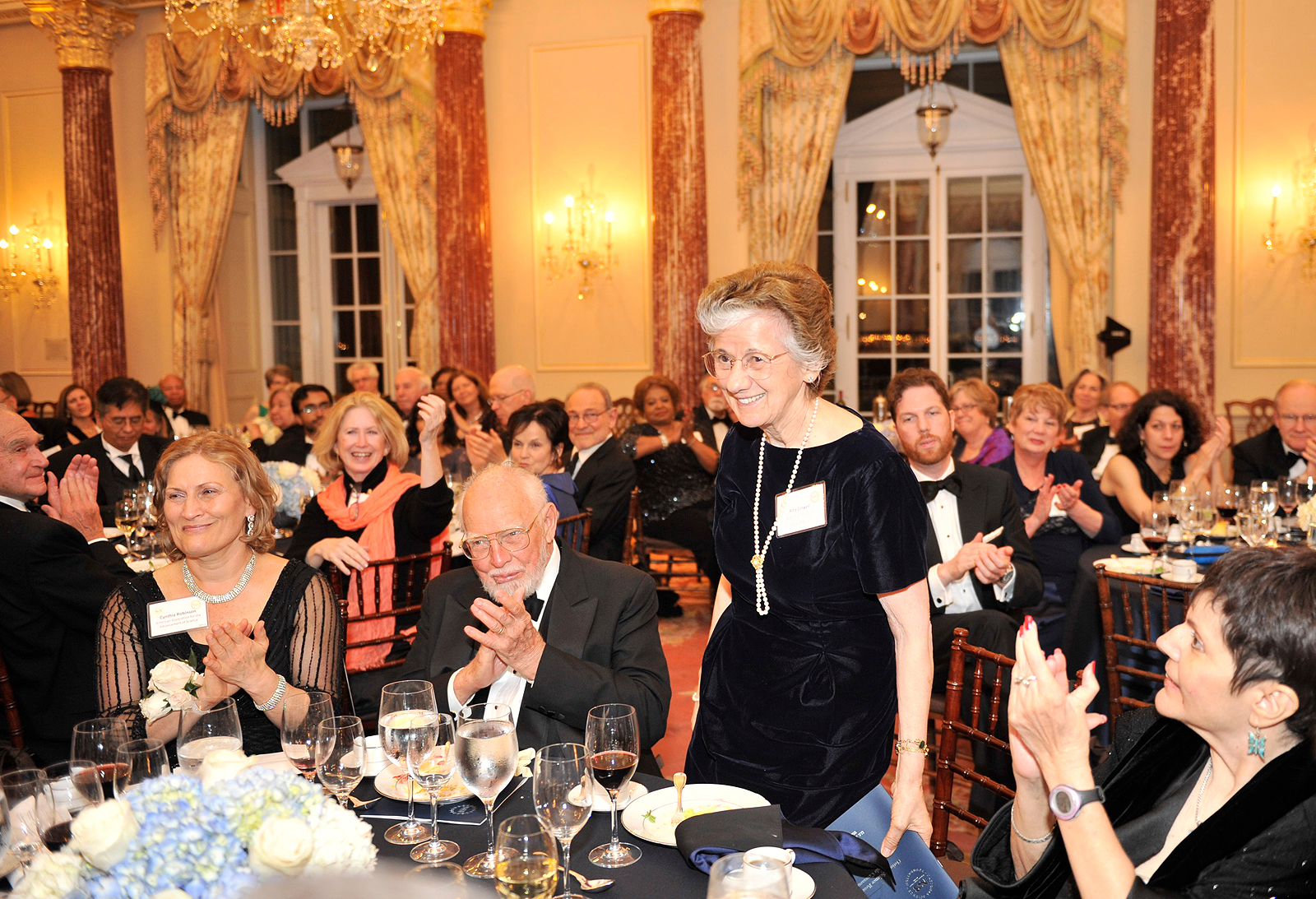
Rita R. Colwell ai National Science Foundation Awards del 2014

Le ricerche e gli studi di Rita Colwell sulle tecniche di prevenzione del colera si soffermarono inoltre sulle metodologie accessibili anche nelle zone più povere e prive di mezzi sofisticati, quando non ci sono le possibilità economiche per installare impianti di depurazione idrici: in uno studio durato tre anni su una popolazione poverissima del Bangladesh, la Colwell dimostrò che ripiegando in quattro degli stracci ricavati dai sari era possibile ottenere degli efficaci filtri per l'acqua e che l'impiego di questi mezzi riduceva del 48% la possibilità di contrarre il colera.
Nel 1998 il Presidente Bill Clinton nominò Rita Colwell direttrice della National Science Foundation; fu la prima donna a rivestire la carica e prestò servizio fino al 2004, restando direttrice anche quando a Clinton succedette George W. Bush. Sotto la sua gestione, la NSF ottenne un aumento dei finanziamenti del 68%.
La professoressa Colwell è stata docente presso l'Università di Georgetown, l'Università del Maryland, College Park e l'Università Johns Hopkins. Nella sua carriera scientifica è stata autrice di oltre ottocento pubblicazioni e diciannove libri. Tra il 1984 e il 1985 fu presidente dell'American Society for Microbiology.
È stata insignita di numerosi riconoscimenti scientifici e pubblici, nel 2005 fu inserita nella National Women's Hall of Fame e l'anno seguente ricevette la National Medal of Science. È membro dell'Accademia nazionale delle scienze e dell'Accademia reale svedese delle scienze.
Nel 2008 Colwell ha fondato la società CosmosID, di cui è presidente. CosmosID è un'azienda di bioinformatica che sviluppa vari tipi di apparecchiature per identificare l'attività microbica in una varietà di ecosistemi.
Nel 2010 ha ricevuto lo Stockholm Water Prize in quanto la sua «ricerca pionieristica sulla prevenzione delle malattie infettive trasmesse dall'acqua ha contribuito a proteggere la salute e la vita di milioni di persone».